# Plastový vojáček

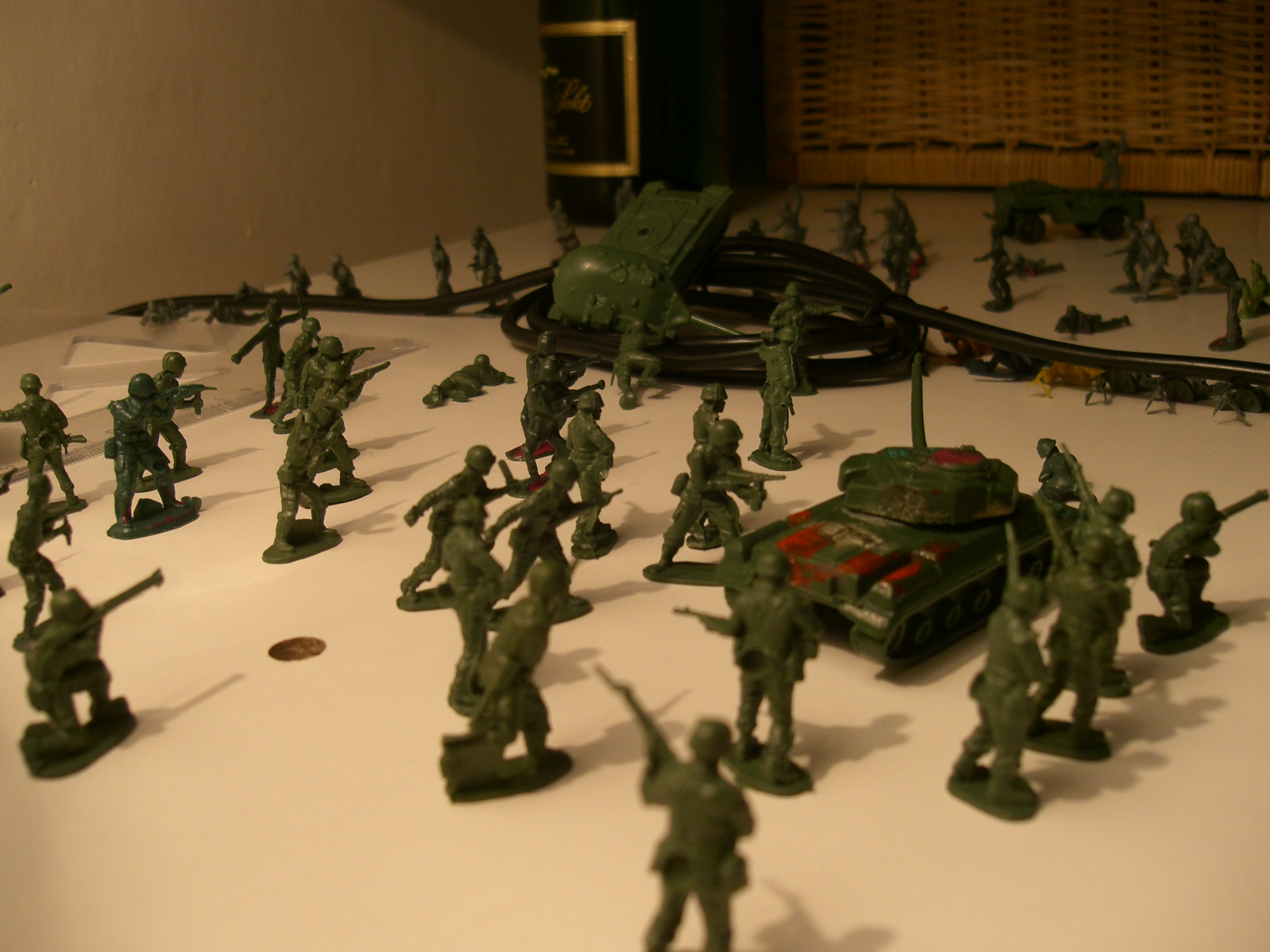
„Bojiště“ – část německé armády zakopaná pod USB kabelem vyčkává na americký útok.

Plastový vojáček, či umělohmotný vojáček, je druh dětské hračky vyráběný z plastu a znázorňující postavu vojáka při různých bojových činnostech. Jedná se o poměrně rozšířenou hračku, která je vyráběna v široké škále velikostí v závislosti na věku dítěte, pro které by měla být určena. Tato hračka je oblíbená hlavně u chlapců. Nejčastěji jsou vyráběny postavičky ve dvou velikostech, které jsou okolo 25 mm a 70 mm. Plastoví vojáčci se vyrábí v celé škále druhů – jak od různých vojenských činností (granátník, velitel, samopalník, kulometčík, pěšák, minometčík, atd.), tak také v celé řadě současných i historických armád (britská, americká, francouzská, sovětská, německá, atd.). Kromě vojáčků se vyrábí i podpůrné vojenské vybavení, jako jsou tanky, letadla, džípy, vrtulníky, děla, ale třeba také zátarasy, ploty či vlajky. Jednotlivé armády od sebe bývají rozlišeny i barevně, takže se vyskytují vojáčci modří, zelení, hnědí, šedí, atd.

## Materiál a tvar
Plastoví vojáčci nahradili původní hračku v podobě cínového vojáčka, který je dnes chápán spíše jako sběratelská vášeň než jako hračka pro děti. Větší oblíbenost plastových vojáčků oproti cínovým spočívá v jejich částečné ohebnosti, odolnosti, kdy pády z výšky na nich nezanechávají viditelné poškození. Vedle novodobých vojáčků se podobně vyráběly či vyrábí i postavičky indiánů a kovbojů či rytířů.

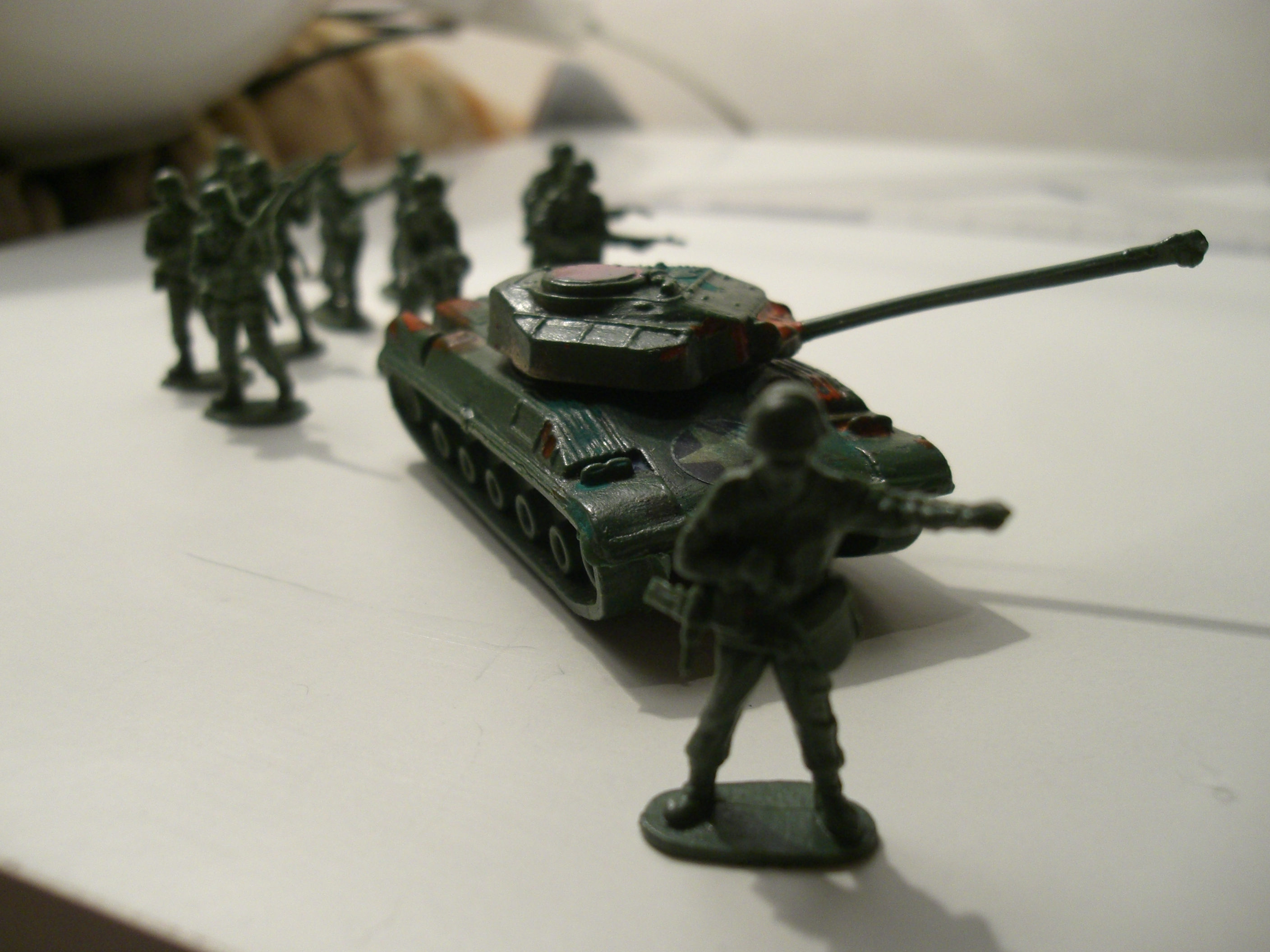
Vojenská patrola jištěná tankem

Plastový vojáček sestává z postavy vojáka, který zpravidla svírá v rukou konkrétní vojenský předmět (zbraň, dalekohled, atd.). Postava bývá vypodobněna buď v pozici vestoje, či vkleče, přičemž ve spodní části je umístěna malá destička, která umožňuje postavení figurky do prostoru, tak aby sama o sobě stála. Některé druhy jsou koncipovány tak, aby znázorňovaly pozici ležícího střelce. Tyto postavičky onu malou destičku nemají, jelikož se předpokládá, že budou na podložce ležet.

## Použití

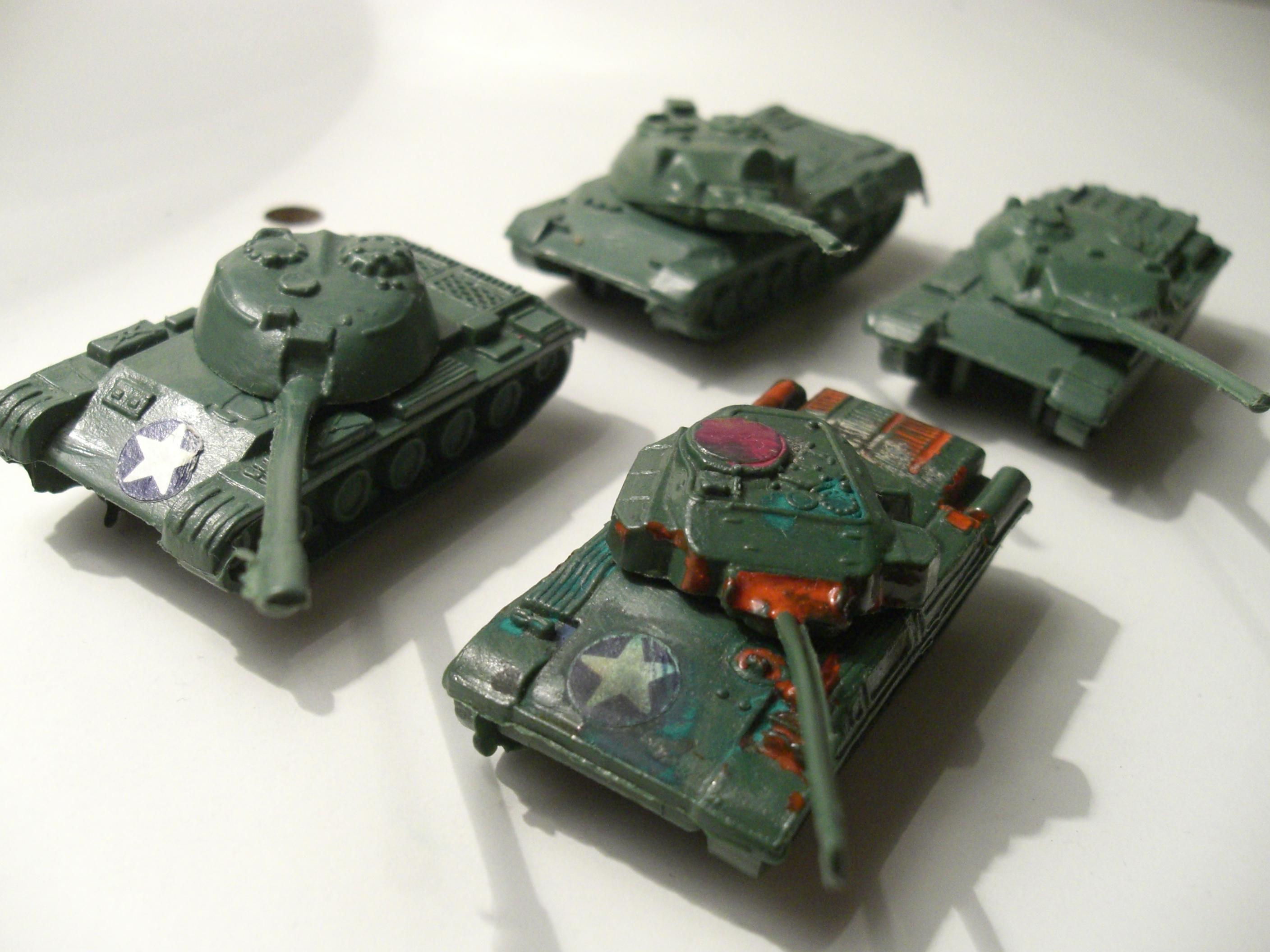
Tanková skupina

Plastoví vojáčci umožňují rozmístění po hrací ploše a následnou simulaci bitvy, kdy se jednotliví hráči mohou dohodnout na vlastních pravidlech. Může se například jednat o tahové hry, kdy každému hráči je přiřazena možnost táhnout určitým počtem jednotek, anebo o souboj běžící v reálném čase. Rozmístěné armády útočí na pozice druhého hráče ve snaze ho porazit. Celou hru ovládá člověk pohybem rukou, když přesunuje vojáčky po hrací ploše.

## Historie
První plastoví vojáčci se objevovali po skončení II. světové války, kdy některé výrobní závody přišly na to, že použití plastu je levnější než vyrábět vojáčky z kompozitů či ze dřeva. Díky tomu se dětem naskytla možnost pořídit si balení až 20 figurek za cenu menší než 1 tehdejší dolar. To vedlo k širokému rozšíření plastových vojáčků během 50. let 20. století, což opětovně nastartovalo rozšíření produkce o další typy vojáčků a příslušníky dalších armád či figurek na různá témata (Vikingové, rytíři, indiáni, vojáci II. světové i I. světové války, atd.)

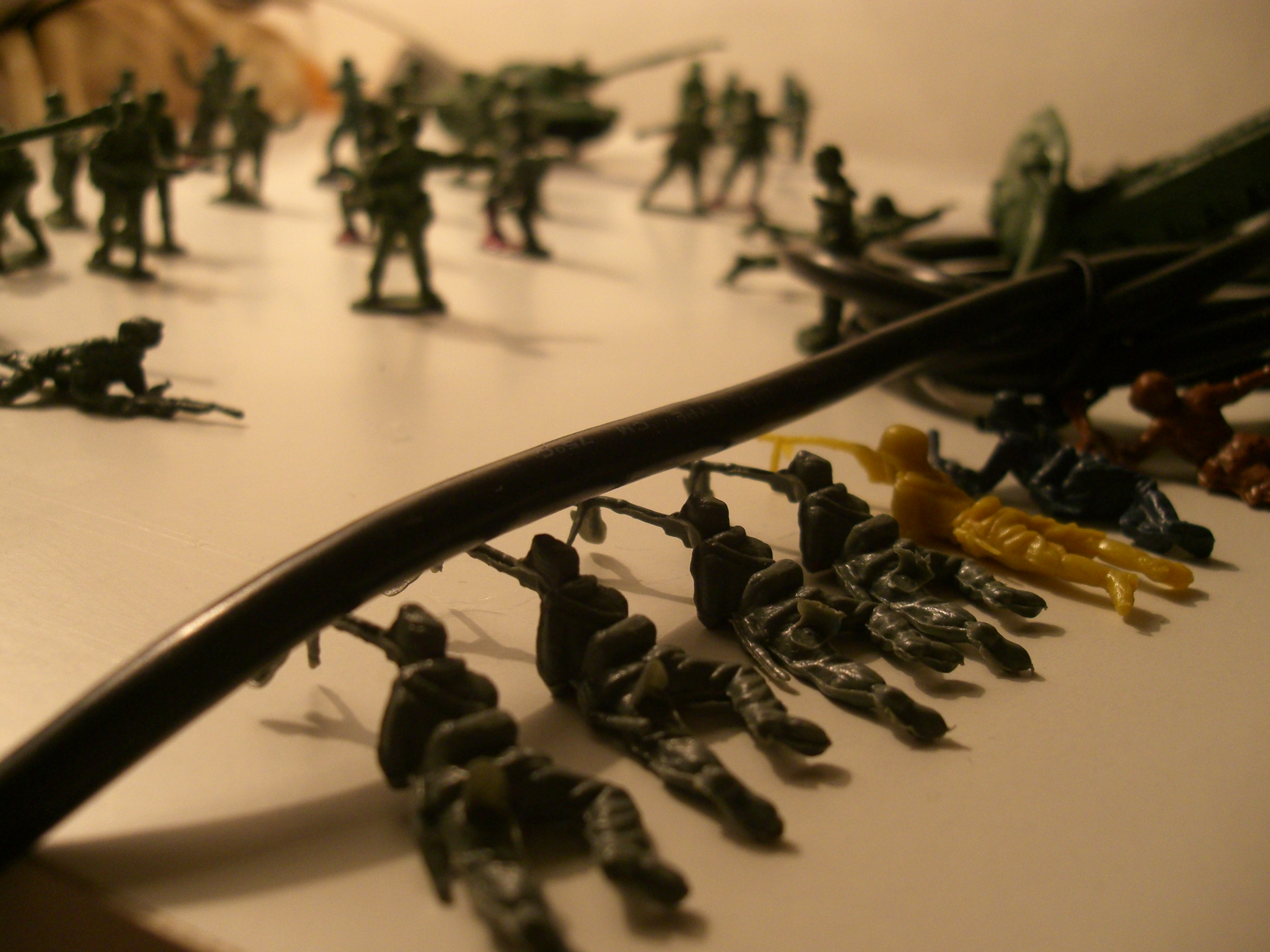
Německé kulometné postavení pod USB kabelem

Všudypřítomnost plastových vojáčků, velké množství jejich druhů a dostupná cena vedly k tomu, že mnoho dětí začalo tyto vojáčky i sbírat. V roce 1966 byl ve Spojených státech vydán zákon zakazující produkci výrobků s olovem po zjištění jeho škodlivosti a možné otravy, což vedlo přední firmu William Britain's vyrábějící olověné figurky k přestoupení na figurky plastové. Tento krok následovalo mnoho dalších firem v oboru, což umožnilo jejich přežití a rozšíření nabídky plastových vojáčků. Veřejné mínění v 60. a 70. letech se v reakci na válku ve Vietnamu začalo přiklánět k pacifismu a ke snahám o celosvětový mír, což znamenalo odklon zákazníků od hraček s vojenskou tematikou a utlumení výroby plastových vojáčků. Část produkce se přeorientovala na postay z fantasy či sci-fi světa.
V druhé polovině 80. let došlo k oživení zájmu o plastové vojáčky, což znamenalo opětovné rozšíření jejich výroby. Na scéně se objevilo mnoho evropských výrobců, kterým se podařilo expandovat i na americký trh. Na začátku 90. let zesílil zájem o plastové vojáčky a někteří výrobci hovořili o druhém zlatém věku (první byl v 50. letech). Vojáčci se stávali významným sběratelským artiklem, s nímž si ale i nadále hrály děti.
V roce 2004 na světě působilo více než 200 mezinárodních firem, které se zabývaly výrobou plastových či kovových vojáčků.

## V kultuře
Na motivy plastových vojáčků a jejich her vznikly i počítačové hry, jako například Army Men: Air Attack a další.
Plastový voják se objevuje také ve filmu Jak jsem vyhrál válku z roku 1967.